# Château de Barisciano
Le château de Barisciano est un château situé dans la ville de Barisciano, province de L'Aquila, dans les Abruzzes.